# 이기하 (1965년)
이기하(1965년 2월 28일 ~ )는 대한민국의 정치인이다. 제9대 오산시장을 역임했다.

## 학력
- 성호국민학교 (졸업)
- 오산중학교 (졸업)
- 오산고등학교 (졸업)
- 충북대학교 (농생물학 / 학사)
- 아주대학교 교육대학원
- 고려대학교 대학원 (정치학 / 석사)
- 단국대학교 대학원 (정치학 / 박사)

## 역대 선거 결과
|  | 39.49% |

|  | 33.69% |